# Bloedbad van Mỹ Lai
Het Bloedbad van Mỹ Lai was een massamoord op 16 maart 1968 die werd aangericht door Amerikaanse soldaten tegen ongewapende burgers, vooral vrouwen en kinderen, in het Zuid-Vietnamese dorpje Mỹ Lai. Meer dan vijfhonderd inwoners werden afgeslacht. 

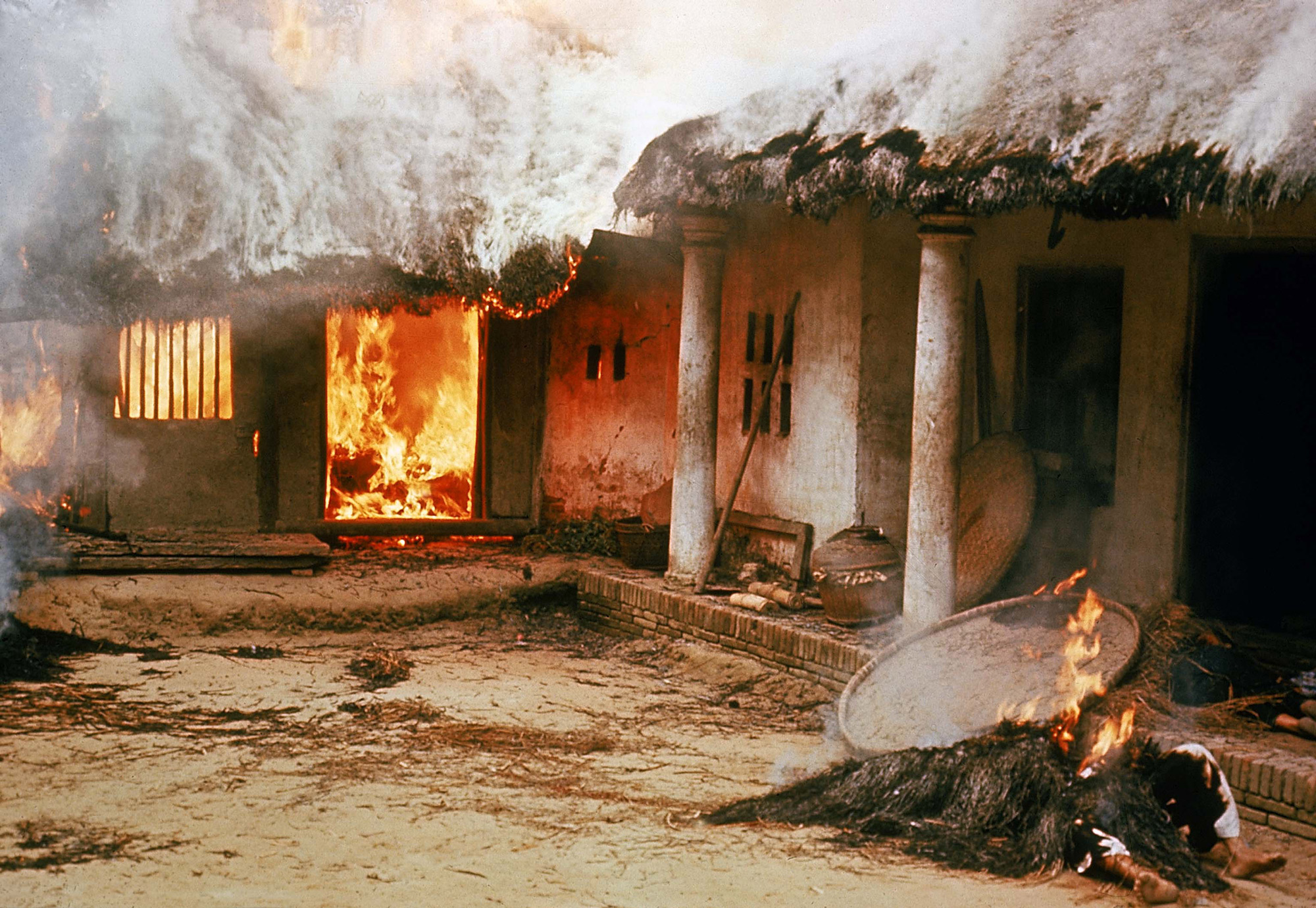
Onbekende lichamen bij brandend huis. My Lai, Vietnam. 16 maart 1968.

## Geschiedenis

### Het bloedbad

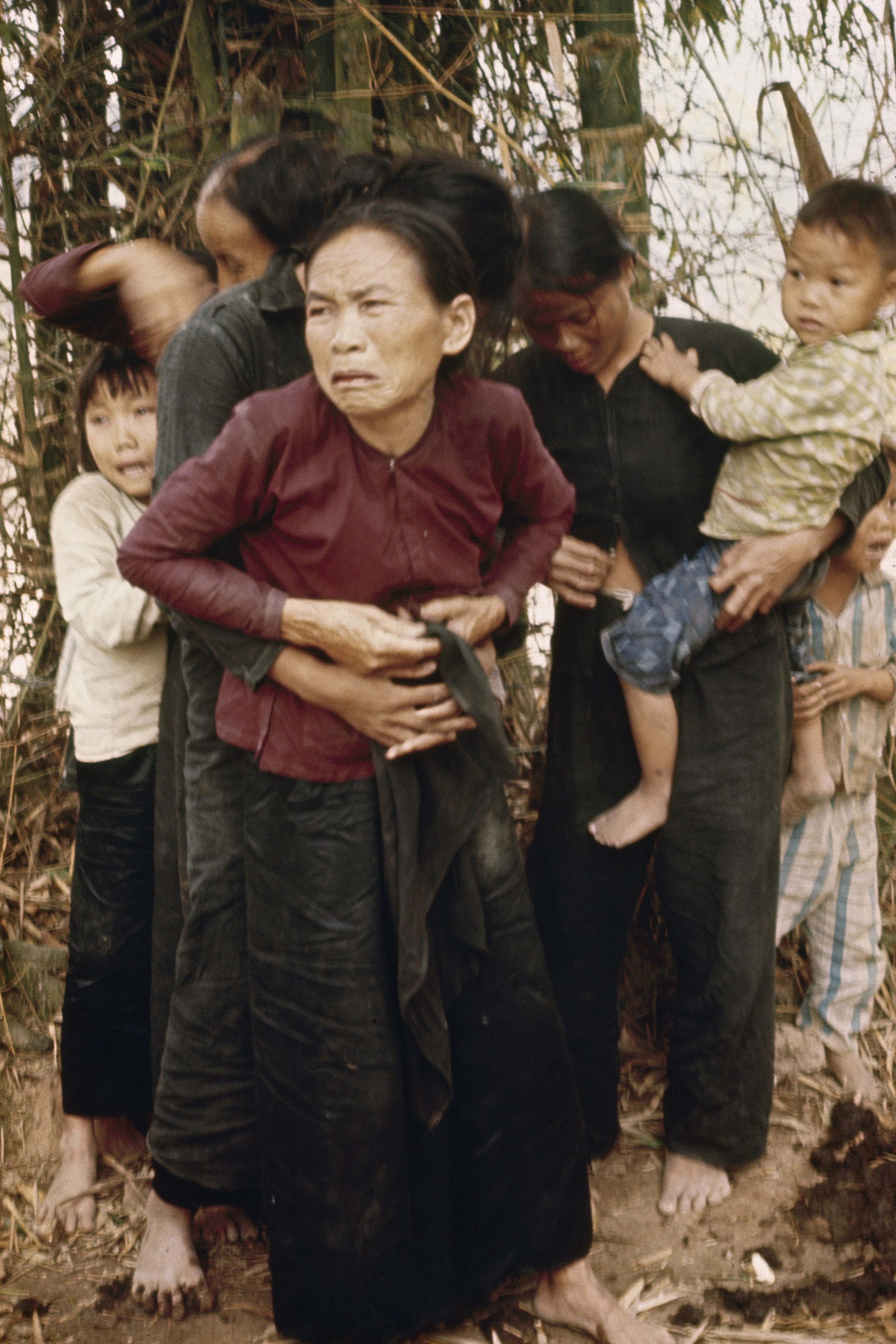
Vietnamese vrouwen en kinderen luttele seconden voordat ze werden doodgeschoten.

Na het Tet-offensief van januari 1968 meende de Amerikaanse inlichtingendienst over informatie te beschikken, waaruit bleek dat het 48e bataljon van de Vietcong zich schuilhield in het dorp Mỹ Lai, dat door de Amerikanen "Pinkville" werd genoemd. Het rapport meldde dat er zich geen vrouwen of kinderen meer in het dorp bevonden. 
Op de avond van 15 maart kreeg een Amerikaanse infanterie-compagnie opdracht de noordelijke vluchtroutes vanaf het dorp te blokkeren, terwijl een andere compagnie ten westen van Mỹ Lai werd gedropt, waar reeds twee van deze eenheden aanwezig waren. Een kapitein gaf de soldaten de opdracht om de nederzetting en de oogst in brand te steken en alle Vietcong-strijders te doden, evenals eventueel vee. Achteraf verklaarde een aantal soldaten dat hun missie simpelweg was geweest alle mensen die ze tegenkwamen te doden, maar verklaringen van anderen spraken dat tegen.
Op de ochtend van 16 maart trokken de vier compagnieën Mỹ Lai binnen. De Amerikaanse soldaten, die er in eerste instantie van overtuigd waren dat het dorp vol zat met guerrilla's, begonnen met schieten en hielden niet meer op, totdat vrijwel alle dorpelingen dood waren. Een deel van hen – onder wie baby's en kinderen die nog niet zelfstandig konden lopen – werden gedwongen zich in een rij bij een greppel op te stellen en werden vervolgens geëxecuteerd. Het bloedbad kwam tot een einde toen een helikopter van het Amerikaanse leger tussen de eigen troepen en de overgebleven Vietnamezen landde. 
Het exacte aantal slachtoffers is nooit vastgesteld, maar het monument op de plek van het bloedbad draagt 504 namen. Slechts elf bewoners overleefden de moordpartij: tien doordat ze door de helikopterbemanning werden geëvacueerd uit de bunker waarin ze zich schuilhielden en een vierjarig jongetje Do Ba, dat levend tussen de lijken vandaan werd gehaald.

### Doofpotoperatie
Het Amerikaanse leger beweerde dat de operatie tegen Mỹ Lai een militair succes was geweest en dat er 128 Vietcong-guerrilla's waren gedood. Een officier van de infanterie die het incident onderzocht concludeerde dat 22 dorpelingen per ongeluk om het leven waren gekomen. In november 1968 schreef Tom Glen, een soldaat, een brief waarin hij het Amerikaanse leger beschuldigde van wreedheden tegen Vietnamese burgers. Colin Powell, die later minister van Buitenlandse Zaken zou worden onder George W. Bush, moest de zaak onderzoeken en weerlegde de klachten met de conclusie dat "de relatie tussen Amerikaanse soldaten en het Vietnamese volk uitstekend is".
Het bloedbad van Mỹ Lai werd niet bekend bij het grote publiek, tot soldaat Ron Ridenhour dezelfde aantijgingen als Tom Glen naar voren bracht, in een brief naar president Richard Nixon, het Pentagon, het ministerie van Binnenlandse Zaken en een groot aantal Congresleden. De meeste geadresseerden negeerden de brief, maar Mo Udall, een senator uit Arizona, ondernam actie. 
In september 1969 – twee maanden voor de inhoud van de brief openbaar werd gemaakt – werd tweede luitenant William Calley beschuldigd van meervoudige moord en veroordeeld tot een levenslange gevangenisstraf. Twee dagen na zijn veroordeling gelastte president Richard Nixon zijn vrijlating. Calley ging in hoger beroep bij zowel de militaire rechtbank als een beroepshof, waarna zijn straf werd omgezet in tien jaar gevangenisstraf. Na hiervan een derde te hebben uitgezeten in de vorm van huisarrest kwam hij in 1974 vrij. Vijfentwintig andere militairen werden ook aangeklaagd, maar geen van hen werd schuldig bevonden.

### Nasleep

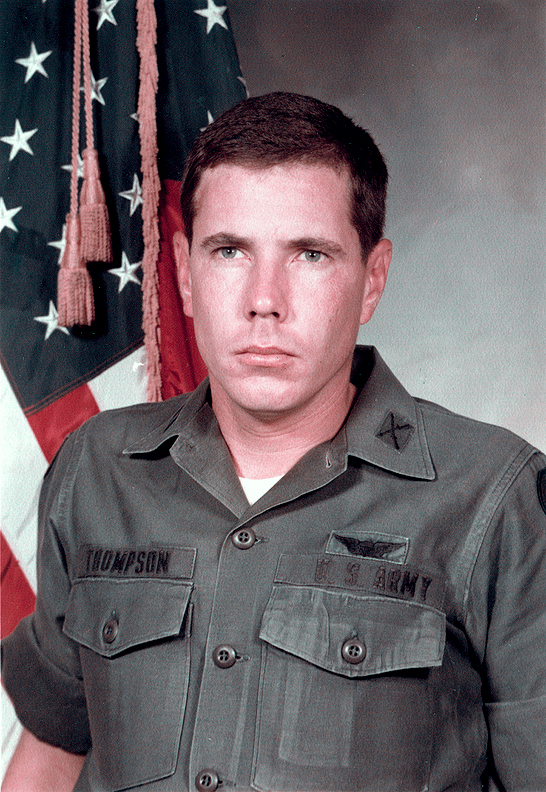
Hugh Thompson, een van de mannen die per helikopter tien dorpsbewoners in veiligheid bracht.

Dankzij de journalist Seymour Hersh kwam de massamoord in de openbaarheid. Hij sprak militairen die aan het bloedbad hadden deelgenomen. Voor zijn onderzoeksjournalistiek kreeg Hersh later de Pulitzerprijs toegekend.
Nadat het internationale publiek op de hoogte was gekomen van de misdaden die in Mỹ Lai waren begaan, won de vredesbeweging in de Verenigde Staten en Europa aan invloed. Het aantal dienstweigeraars nam sterk toe. Het in georganiseerd militair verband plegen van oorlogsmisdaden werd ook verweten aan uit de oorlog terugkerende soldaten. Dit bemoeilijkte voor een aantal de re-integratie in de burgermaatschappij. Tot tientallen jaren later hadden veel veteranen last van een posttraumatische stressstoornis en pleegden ze relatief vaak zelfmoord.
Dertig jaar na dato, in 1998, werd de helikopterbemanning door het Congres geëerd met de Bronzen Ster voor hun betoonde moed. Helikoptercommandant Glenn Andreotta, die in april 1968 omkwam toen zijn helikopter werd neergeschoten, ontving de medaille postuum.

## Verfilming
De film My Lai Four uit 2011 (alternatieve titel Platoon of Death), geregisseerd door Paolo Bertola, geeft een afspiegeling van de gebeurtenissen van maart 1968 in Mỹ Lai.

## Naslagwerken
- Michal R. Belknap, The Vietnam War on Trial: The My Lai Massacre and the Court-Martial of Lieutenant Calley, University Press of Kansas, 2002 (ISBN 0-7006-1211-4)
- James S. Olson en Randy Roberts, My Lai: A Brief History with Documents, Bedford Books, 1998 (ISBN 0-312-14227-7)